# Microscope 3D à déconvolution
Pour les articles homonymes, voir Microscope et Microscopie.
Le microscope 3D à déconvolution permet une observation tridimensionnelle de cellules fixées multi-marquées, à haute résolution spatiale. 
Il a pour base un statif inversé et prend en compte n couleurs à déconvolution.